# Старч
Старч (пол. Starcz) — село в Польщі, у гміні Лютоцин Журомінського повіту Мазовецького воєводства.
У 1975-1998 роках село належало до Цехановського воєводства.